# Achery
Achery är en kommun i departementet Aisne i regionen Hauts-de-France i norra Frankrike. Kommunen ligger  i kantonen La Fère som ligger i arrondissementet Laon. År 2022 hade Achery 586 invånare.

## Befolkningsutveckling
Antalet invånare i kommunen Achery
Referens: INSEE